# IPad Air
El iPad Air, es una computadora tipo tableta diseñada, desarrollada y comercializada por Apple Inc., la cual es una nueva línea de iPad. La línea "Air". Fue anunciado el 22 de octubre de 2013 y se empezó a comercializar el 1 de noviembre de 2013. El iPad Air tiene un diseño más fino y delgado que su antecesor, con similitudes con el iPad Mini original cuenta con iOS 7, especialmente diseñado, y el procesador de 64 bits Apple A7 con el coprocesador M7.

## Historia
El iPad Air fue anunciado durante la "keynote" en el Yerba Buena Center for the Arts el 22 de octubre de 2013. El eslogan para esa "keynote" fue "Todavía tenemos mucho que cubrir". (''We still have a lot to cover").
Fue presentada junto el iPad Mini con pantalla Retina. También vimos en la Keynote que el iPad Mini y el iPad 2 siguen vendiéndose.

## Características

### Software
El iPad Air incluye el sistema operativo iOS 7, lanzado el 18 de septiembre de 2013. Jonathan Ive, el diseñador de los nuevos elementos de iOS 7, describió la actualización como "traer orden a la complejidad", subrayando mejoras como la nueva y refinada tipografía, nuevos iconos, translucidez, las capas, la estética y el giroscopio impulsado como unos de los mayores cambios en el diseño. Actualmente utiliza iOS 12.

### Hardware
El iPad Air tiene una pantalla retina de 9,7 pulgadas, el mismo tamaño de pantalla que el iPad 2, iPad de tercera y cuarta generación, con bordes más estrechos, más fino y ligero. 
Incluye el chip A7 con una frecuencia a 1.4Ghz y dos núcleos además del novedoso coprocesador M7 encargado de recibir y procesar los datos de los sensores aumentando la eficiencia energética del procesor principal , además cuenta con 1GB de RAM.
Tiene una cámara iSight de 5 megapíxeles con grabación Full HD y cámara FaceTime HD
Pantalla de 9,7" resolución Retina con una densidad de 264ppp, retroiluminación LED, revestimiento oleofobico.
Cuenta con iOS 11, la nueva versión del sistema operativo de Apple, con nuevas y mejores características, como el nuevo diseño, centro de control, Airdrop y Airplay...